# Mauk de Brauw

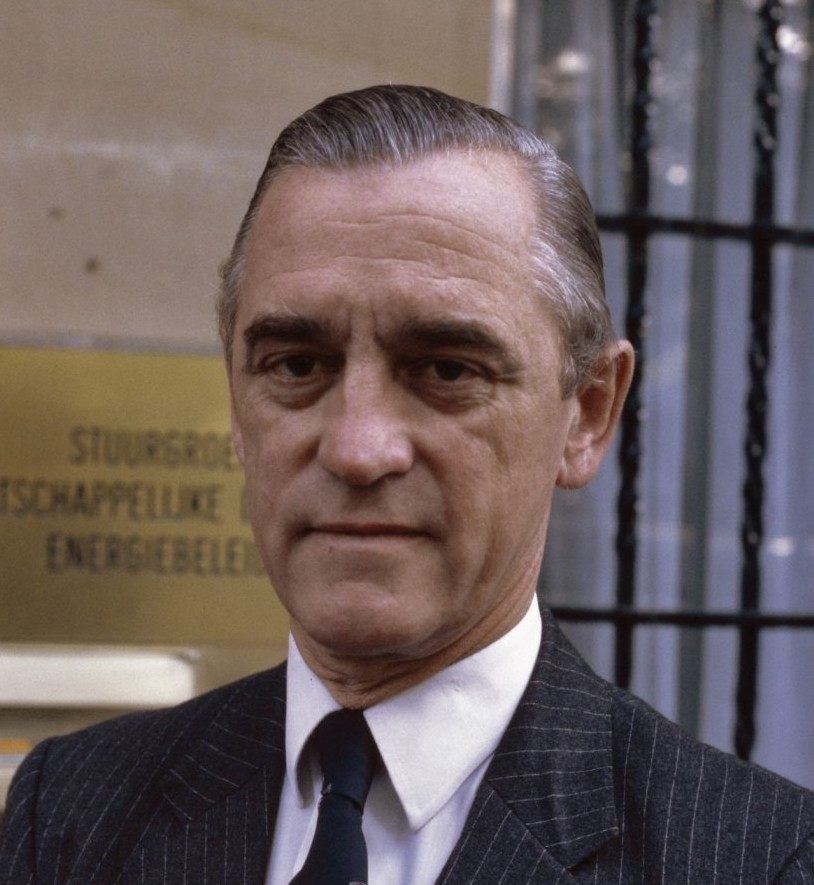
Mauk de Brauw (1981)

Maurits Louis „Mauk“ Jonkheer de Brauw (* 14. September 1925 in Den Haag; † 12. November 1984 in Leiden, Provinz Südholland) war ein niederländischer Wirtschaftsmanager und Politiker der Volkspartij voor Vrijheid en Democratie (VVD), der Democratisch Socialisten ’70 (DS’70) sowie später der Democraten 66 (D66), der Mitglied der Zweiten Kammer und zwischen 1971 und 1972 Minister ohne Geschäftsbereich mit der Zuständigkeit für Wissenschaftspolitik und Hochschulwesen im Kabinett von Ministerpräsident Barend Biesheuvel war. Als Minister bemühte er sich vergeblich, die Studien- und Immatrikulationsgebühren an Hochschulen zu erhöhen, scheiterte aber am Widerstand in der Ersten Kammer der Generalstaaten. Zum anderen stieß sein Vorhaben auch auf Widerstand im Ministerrat, namentlich bei Sozialminister Jacob Boersma. Nachdem es 1975 zu Meinungsverschiedenheiten mit Willem Drees jr. über die politische Ausrichtung der DS’70 gekommen war, verließ er die Partei und wurde später Mitglied der D66. In den 1980er Jahren war er Vorsitzender der Steuerungsgruppe zur Breiten Öffentlichen Diskussion zur Kernenergie (Brede Maatschappelijke Discussie over Kernenergie 1981–1983).

## Leben

### Familie, Studium und berufliche Laufbahn
De Brauw stammte aus einer Familie von Diplomaten, Offizieren und Politikern. Sein Urgroßvater Willem Maurits de Brauw war langjähriges Mitglied der Ersten sowie später der Zweiten Kammer der Generalstaaten, während sein Großvater Willem Maurits de Brauw zwischen 1882 und 1883 Kolonialminister sowie anschließend von 1883 bis 1897 Kommissar des Königs der Provinz Zeeland war. Sein Vater Louis Maurits de Brauw war Diplomat, so dass er selbst seine schulische Ausbildung größtenteils im Ausland erhielt, und zwar zwischen 1931 und Mai 1940 an der Deutschen Schule in Sofia sowie anschließend zwischen dem 10. Mai 1940 und dem 10. März 1941 am dortigen American College. Danach besuchte er zwischen 1941 und 1942 die Irish Brother School in Kalkutta sowie zuletzt von 1942 bis 1943 das Bischöfliche Kollegium in Kapstadt, eine Privatschule für Jungen.
Nach Beendigung der Schulausbildung meldete er sich freiwillig zum Militärdienst und nahm als Angehöriger der Prinses Irene-Brigade 1944 an der Operation Overlord teil, der Landung in der Normandie.
Nach Kriegsende begann de Brauw 1945 ein Studium im Fach Recht der Niederlande an der Reichsuniversität Leiden, das er am 7. Juli 1954 abschloss. Anschließend trat er 1954 als Mitarbeiter bei N.V. Unilever ein und wurde nach verschiedenen kaufmännischen Funktionen 1958 dort Sekretär des Vorstands, ehe er zwischen dem 1. Mai 1960 und dem 1. Juni 1963 erst Vize-Direktor sowie im Anschluss vom 1. Juni 1963 bis zum 6. Juli 1971 Direktor der N.V. Nationale Levensverzekeringsbank in Rotterdam war. Zugleich war er vom 1. Januar 1963 bis Juli 1971 auch Vorstandsmitglied der Versicherungsgesellschaft N.V. Nationale-Nederlanden, und dort zuständig für die Arbeitsbereiche Marketing beziehungsweise später Sozialangelegenheiten und Verwaltungsautomatisierung.

### Minister und Abgeordneter
De Brauw, der ursprünglich Mitglied der Volkspartij voor Vrijheid en Democratie (VVD) war, trat im Januar 1971 den Democratisch Socialisten ’70 (DS’70) bei und wurde kurz darauf Vorsitzender von deren Kommission für Wissenschaft, Unterricht und Forschung.
Am 6. Juli 1971 berief ihn Ministerpräsident Barend Biesheuvel zum Minister ohne Geschäftsbereich mit der Zuständigkeit für Wissenschaftspolitik und Hochschulwesen in dessen Kabinett. Als Minister bemühte er sich vergeblich, die Studien- und Immatrikulationsgebühren an Hochschulen zu erhöhen, scheiterte aber am Widerstand in der Ersten Kammer der Generalstaaten. Zum anderen stieß sein Vorhaben auch auf Widerstand im Ministerrat, namentlich bei Sozialminister Jacob Boersma. Dies führte letztlich dazu, dass er am 20. Juli 1972 als Minister zurücktrat und Bildungsminister Chris van Veen zusätzlich die Zuständigkeit für das Wissenschaftsressort übernahm. Für seine Verdienste wurde ihm am 29. August 1972 das Ritterkreuz des Orden vom Niederländischen Löwen verliehen.
Einige Monate nach seinem Ausscheiden aus der Regierung wurde de Brauw am 7. Dezember 1972 zum Mitglied der Zweiten Kammer gewählt, der er bis zum 1. April 1975 angehörte. Daneben wurde er 1973 Vorsitzender der DS’70, trat aber von dieser Funktion 1975 zurück, nachdem es zu Meinungsverschiedenheiten mit Willem Drees jr. über die politische Ausrichtung der Partei gekommen war. Diese unterschiedlichen politischen Ansichten führten letztlich auch dazu, dass er freiwillig auf sein Parlamentsmandat verzichtete.
Nach seinem Ausscheiden aus dem Parlament wurde er am 5. August 1975 Vorsitzender des in Utrecht ansässigen Beratungsbüros Berenschot und war dort bis zum 1. August 1980 tätig. 1980 trat er den Democraten 66 (D66) als Mitglied bei. Später engagierte er sich zwischen Januar 1981 und Januar 1984 als Vorsitzender der Steuerungsgruppe zur Breiten Öffentlichen Diskussion zur Kernenergie (Brede Maatschappelijke Discussie over Kernenergie 1981–1983), ehe er zuletzt vom 1. September bis zu seinem Tod am 12. November 1984 Koordinator für die Hochschulbildung in der Provinz Friesland war.